# یولیوس واگنر-یاورگ
یولیوس واگنر-یاورگ (آلمانی: Julius Wagner-Jauregg؛ ۷ مارس ۱۸۵۷ – ۲۷ سپتامبر ۱۹۴۰) دانشمند در زمینه پزشکی اهل اتریشی بود.
وی همچنین برنده جوایزی همچون جایزه نوبل فیزیولوژی و پزشکی شده است.
او در سال 1927برنده جایزه نوبل شد به خاطر کشف درمان سایکوز سیفلیتیک با تلقیح مالاریا به بدن .
در زمان ناسیونال سوسیالیسم
پس از پیوست اتریش به آلمان در سال ۱۹۳۸(آنشلوس) وی به شدت تحت تاثیر آدولف هیتلر پیشوای آلمان قرار گرفت و از وی و اندیشه های بهنژادی مردم ژرمنی(آلمانی ها، انگلیسی ها و ....) پشتیبانی کرد.
اون از جمله کسانی بود که در سال ۱۹۳۵ پیش از پیوستن آلمان به اتریش از پاکسازی و عقیم سازی نژادی پشتیبانی می‌نمود.